# Двопартійна система
Двопартійна система, біпартизм — домінування в політичному житті двох потужних політичних партій, які змагаються за владу, одна з них перебуває при владі, а інша — в опозиції. Перемога однієї з партій забезпечує гомогенну парламентську більшість, стабільність уряду, робить ефективною його працю, створює умови для громадянської єдності. Партія, що програла на виборах, становить основу опозиції. Коаліційні уряди досить рідкісні у двопартійних системах, хоча кожна з двох партій сама по собі може бути й коаліцією.
Двопартійні системи найчастіше з'являються в ситуаціях, коли виборча система, яка використовується в голосуваннях, помітно зменшує можливості третьої та менших партій, наприклад, в ситуаціях, коли кількості місць, які партія отримує в парламенті не є прямо пропорційною кількості голосів, отриманих партією в цілому по країні. Така ситуація, наприклад, буває при виборах в одномандатних округах.

## Двопартійна система у світі
Двопартійна система широко поширена в англомовному світі. Типовими прикладами біпартизму є партійні системи Великої Британії та США.
Двопартійна система в США остаточно склалася в середині XIX століття, і з початку XX століття на президентських виборах маловпливові «треті» партії та сили рідко домагалися хоча б щодо значних результатів (27 % і друге місце в 1912, 19 % в 1992, 17 % в 1924, 14 % в 1968).
У Радянському Союзі двопартійна система критикувалася як «виверт буржуазії з метою відвернення трудящих від їх корінних інтересів». Ленін вказував: «так звана» система 2-х партій, «яка панувала в Америці та в Англії, була одним з наймогутніших засобів перешкодити виникненню самостійної робочої, тобто дійсно соціалістичної партії» [1]. (Там же він відзначав: «Народ обманювали, відвертали від його насущних інтересів за допомогою ефектних і беззмістовних дуелей двох буржуазних партій».) Також двопартійних (як і реально-багатопартійних) систем не було в жодній соціалістичній країні.
Дві найбільші партії Європарламенту — правоцентристська Європейська народна партія і лівоцентристський Прогресивний альянс соціалістів і демократів, в період з 2009 по 2014 рр. в 74 % випадків займали однакову позицію [2].

## Формальна (штучна) двопартійність
Термін, який застосовується для визначення такого типу двопартійних систем, існування яких засноване на примусі й забороні діяльності політичних партій. Так, наприклад, в Нігерії після одного з військових переворотів державою офіційно було декларовано створення двох політичних партій і на період «стабілізації демократії» в країні заборонялась діяльність будь-яких інших партій. У Бразилії (з 1964 по 1979 рік), Уругваї (з 1973 по 1985 рік) після військових переворотів законодавство дозволяло лише діяльність двох партій. При тому одна з них розглядалась як керівна, а друга — як опозиційна. У Колумбії в 1957 році дві традиційні партії — Консервативна та Ліберальна — підписали угоду про паритетне правління. Ще одним специфічним прикладом формальної двопартійності була Болгарська Народна Республіка, в якій існували дві легальні партії — правляча комуністична партія та її «молодший партнер» Болгарський землеробський народний союз. Характерною особливістю цих двопартійних систем є обмеження рівня політичної конкуренції та свободи. Такі партійні системи отримали назву «обмежених (штучних) партійних систем».